# David Lander
David Lander est un acteur et scénariste américain, né le 22 juin 1947 à Brooklyn, New York, et mort le 4 décembre 2020 à Los Angeles.

## Biographie
David Leonard Landau naît le 22 juin 1947 à Brooklyn. Il est le plus jeune fils de deux parents d'origine juive, Stella nee Goldman et Saul Landau, tous deux enseignants.
David décide de devenir acteur à l'âge de 10 ans. Il étudie à la High School for the Performing Arts et poursuit ses études à Carnegie Tech et à l'Université de New York. C'est au lycée qu'il prend le nom de scène de David Lander.
Il était surtout connu pour son rôle de Squiggy dans la série comique Laverne & Shirley diffusée de 1976 à 1982.

## Filmographie

### Comme acteur
- 1969 : Pop Chronicles : Elvis Presley[2]
- 1970 : Jerry Lewis (Will the Real Jerry Lewis Please Sit Down?) (série télévisée) : Jerry Lewis (voix)
- 1977 : Cracking Up
- 1979 : 1941 de Steven Spielberg : Joe
- 1980 : Wholly Moses! : The Beggar
- 1980 : La Grosse Magouille (Used Cars) : Freddie Paris
- 1981 : Likely Stories, Vol. 1 (série télévisée)
- 1982 : Pandemonium : Pepe
- 1984 : Le Big Bang (voix)
- 1985 : L'Homme à la chaussure rouge (The Man with One Red Shoe) de Stan Dragoti : Stemple
- 1986 : Malcolm : Restaurant Hoon #1
- 1986 : Galaxy High School (série TV) : Milo De Venus (voix)
- 1987 : Steele Justice : Army Guard
- 1987 : Funland : Bruce Burger
- 1987 : A Garfield Christmas Special (en) (TV) : Doc Boy (voix)
- 1988 : Qui veut la peau de Roger Rabbit (Who Framed Roger Rabbit) de Robert Zemeckis : Smart Ass a.k.a. "Smart Guy" or "Smarty" (voix)
- 1989 : Camp Candy (série TV) (voix)
- 1990 : Masters of Menace de Daniel Raskov : Squirt
- 1990 : Potsworth & Co. (série TV) : voix additionnelles
- 1990 : Super Baloo (TaleSpin) (série TV) : Weazel (voix)
- 1991 : Cœur d'acier (Steel and Lace) : Schumann
- 1992 : Une équipe hors du commun (A League of Their Own) : Radio Sportscaster
- 1992 : Tom et Jerry, le film (Tom and Jerry: The Movie) : Frankie da Flea (voix)
- 1992 : On the Air (série TV) : Valdja Gochktch
- 1993 : Betrayal of the Dove : Norman
- 1994 : Ava's Magical Adventure
- 1994 : Tattooed Teenage Alien Fighters from Beverly Hills (série TV) : Lechner (voix)
- 1995 : Family Reunion: A Relative Nightmare (TV) : Various Jamesons
- 1996 : Le Livre de la jungle, souvenirs d'enfance (Jungle Cubs) (série TV) : Arthur (voix)
- 1996 - 1997 : Pacific Blue : Elvis Kryzcewski
- 1997 - 1998 : Amour, Gloire et Beauté (The Bold and the Beautiful) (série télévisée) : Dr. Martin Guthrie
- 1998 : The Modern Adventures of Tom Sawyer : Mayor Burgabom
- 1998 : 1 001 Pattes (A Bug's Life) : Thumper (voix)
- 1999 : Baby Huey's Great Easter Adventure (vidéo)
- 1999 : La Double Vie d'Eddie McDowd (100 Deeds for Eddie McDowd) (série télévisée) : Ceasar (voix)
- 2000 : Titan A.E. : The Mayor (voix)
- 2000 : Scary Movie : Principal 'Squiggy' Squiggman
- 2000 : The Tangerine Bear : Theodore / Store Clerk (voix)
- 2001 : Trop c'est trop (Say It Isn't So) : Reverend Stillwater
- 2001 : Docteur Dolittle 2 : Bird (voix)
- 2001 : Oswald (série télévisée) : Henry (voix)
- 2002 : Jane White Is Sick & Twisted : Gerry King
- 2004 : Un Noël de folie ! (Christmas with the Kranks) : Tanning Intruder
- 2009 : Green Lantern : Le Complot (Green Lantern: First Flight) : Ch'p (voix)